# KFUM:s kammarkör
KFUM:s kammarkör, svensk kör i Stockholm.
Kören grundades 1957 av professor Dan-Olof Stenlund och har genom åren varit en av landets främsta körer. Kören har turnerat utomlands, vunnit ett flertal körtävlingar och spelat in ett tiotal skivor.

## Dirigenter
- 1957–: Dan-Olof Stenlund
- Håkan Boström
- Stefan Parkman
- Mats Nilsson
- Ragnar Bohlin
- Cecilia Martin-Löf
- Jerica Bukovec
- Pär Fridberg

## Diskografi
- 1969: När det lider mot jul, dirigent Dan-Olof Stenlund
- 1972: Kärlek a cappella, dirigent Dan-Olof Stenlund
- 1972: Jag tycker om dig, dirigent Dan-Olof Stenlund
- 1972: Europa cantat 5, dirigent Dan-Olof Stenlund
- 1974: Uppsala akademiska kammarkör/KFUM:s Kammarkör, dirigent Dan-Olof Stenlund
- 1974: Francis Poulenc (1899-1963), dirigent Dan-Olof Stenlund
- 1980: Passion, dirigent Håkan Boström
- 1980: Svensk körmusik från 70-talet, dirigent Stefan Parkman
- 1983: Gloria Sanctorum, dirigent Stefan Parkman
- 1997: Höstlandskap, dirigent Ragnar Bohlin